# Авъл Юлий Квадрат
Гай Анций Авъл Юлий Квадрат (на латински: Gaius Antius Aulus Iulius Quadratus) е сенатор на Римската империя през 1 век и началото на 2 век.
Произлиза от Пергамон. През 73/74 г. император Веспасиан го приема в Сената (senator adlectus inter praetorios). По времето на император Домициан преди 84 г. Квадрат става председател на съда (legatus iuridicus). През 84/85 г. той е проконсул в провинцията Крета и Кирена и от 90/91 до 92/93 г. легат на Ликия и Памфилия.
През 94 г. Юлий Квадрат e суфектконсул заедно с Децим Валерий Азиатик Сатурнин. От 100/101 г. до 103/104 г. е управител на Сирия. През 105 г. Квадрат е редовен консул с колега Тиберий Юлий Кандид Марий Целс. След това през 109/110 г. е проконсул на провинция Азия. Квадрат е от 100 г. също и арвалски брат. Приятел е с император Траян.